# 1 Wojskowy Szpital Kliniczny z Polikliniką w Lublinie
1. Wojskowy Szpital Kliniczny z Polikliniką Samodzielny Publiczny Zakład Opieki Zdrowotnej w Lublinie (1WSzKzP SPZOZ w Lublinie) – publiczny szpital ogólnopolski, założony i nadzorowany przez Ministra Obrony Narodowej. Jego główna siedziba znajduje się przy alejach Racławickich w Lublinie, gdzie szpital ten funkcjonuje od końca lipca 1944. W 2018 podporządkowano mu filię w Ełku (zlikwidowany 108 Szpital Wojskowy z Przychodnią SPZOZ z siedzibą w Ełku). Kierownikiem szpitala jest Komendant Szpitala Klinicznego.
Szpital udziela świadczeń zdrowotnych i promuje zdrowie. Ponadto może prowadzić działalność dydaktyczną, szkoleniową, badania naukowe, badania kliniczne i prace badawczo-rozwojowe. Jest to także szpital kliniczny. Kształci on studentów medycyny Uniwersytetu Medycznego w Lublinie oraz Katolickiego Uniwersytetu Lubelskiego. Jest też szpitalem wiodącym dla II i VIII Rejonu Zabezpieczenia Medycznego Wojsk . Współpracuje z 3. Szpitalem Polowym w Lublinie.

## Charakterystyka
Szpital należy do tzw. sieci szpitali (systemu podstawowego szpitalnego zabezpieczenia świadczeń opieki zdrowotnej), gdzie został zakwalifikowany do grupy 6 – szpitali ogólnopolskich. W głównym budynku przy al. Racławickich 23 dysponuje 211 łóżkami. Ma oddziały: anestezjologii i intensywnej terapii, chorób wewnętrznych, chirurgii ogólnej i małoinwazyjnej, chirurgii onkologicznej, chirurgii urazowo ortopedycznej, gastroenterologii, neurochirurgii, otolaryngologii, dermatologii, neurologii, udarowym, okulistyki, rehabilitacji oraz urologii ogólnej i onkologicznej. Ponadto funkcjonują kliniki uniwersyteckie: ginekologii i endokrynologii z oddziałem ginekologii oraz klinice i oddziale kardiologii. Szpital dysponuje blokiem operacyjnym (8 sal), zakładem diagnostyki obrazowej, centralną pracownią endoskopową, zakładem analityki lekarskim z punktem pobrań, pracownią patomorfologii oraz centralną sterylizatornią. W izbie przyjęć udzielana jest pierwsza pomoc, diagnozowanie chorych zgłaszających się w stanach zagrożenia zdrowia lub życia oraz przyjmowanie chorych do oddziałów szpitalnych planowo lub w stanach nagłego zagrożenia zdrowia lub życia. Od 2020 przy szpitalu funkcjonuje lądowisko wyniesione dla śmigłowców sanitarnych – 1 WSzKzP SP ZOZ w Lublinie.
Przy szpitalu w Lublinie funkcjonuje poliklinika, udzielając świadczeń w ramach podstawowej opieki zdrowotnej (lekarz rodzinny i pediatra, punkt szczepień) oraz ambulatoryjnej opieki specjalistycznej (paradnie chirurgiczna, stomatologiczna, dermatologiczna, gastroenterologiczna, ginekologiczna, kardiologiczna, neurologiczna, otolaryngologiczna, okulistyczna, neurochirurgiczna, diabetologiczna, urologiczna, psychiatryczna, urazowo-ortopedyczna). Ponadto w przy ul. Skłodowskiej zlokalizowane jest centrum rehabilitacji.

## Historia szpitala wojskowego w Lublinie

### Szpitalnictwo wojskowe w Lublinie przed II wojną światową
Historia szpitalnictwa wojskowego w Lublinie sięga okresu I Rzeczypospolitej. Wtedy to w mieście zaczęły przebywać na stałe regularne jednostki wojskowe i powstał garnizon Lublin. Od 1789 decyzją Komisji Wojskowej Obojga Narodów dyslokowano okresowo pododdziały jednostek z Dywizji Małopolskiej (z regimentu Czapskiego, regimentu Buławy Wielkiej Koronnej, pojedyncze chorągwie brygad narodowych kawalerii) i Dywizji Wielkopolskiej (z regimentu Królowej). W tamtym czasie w Lublinie funkcjonował lazaret wojskowy służący tym jednostkom.
W roku 1809 wojska Księstwa Warszawskiego z księciem Józefem Poniatowskim wyzwoliły Lublin z rąk austriackich. Wojsko zajęło cześć obiektów zakonnych i prywatnych, które służyły jako koszary i lazarety. Pałac Tarłów przy ul. Narutowicza 2 był wykorzystywany jako lazaret aż do powstania listopadowego. Kompleks klasztorny Sióstr Wizytek (obecnie Centrum Kultury), był lazaretem w okresie wojen napoleońskich, później koszarami, a od powstania listopadowego ponownie stał się częściowo szpitalem wojskowym. Obiekt ten wykorzystywany był w tym celu aż do czasów II Rzeczypospolitej. W okresach wojen i zrywów niepodległościowych, jako lazarety przejściowo służyły inne lubelskie budynki, np. oficyny popijarskie (obecna siedziba Wojewódzkiej Biblioteki Publicznej im. Hieronima Łopacińskiego) czy zabudowania klasztorne Karmelitów w okolicy Czwartku (późniejszy Szpital Jana Bożego w Lublinie). W latach 1921–1939 Lublin był siedzibą w dowództwa Okręgu Korpusu Nr II i właśnie przy ul. Peowiaków 12 (kompleks powizytkowski) funkcjonowała filia 2 Szpitala Okręgowego w Chełmie.

### Collegium Bobolanum i Reserve Lazarett I Lublin „Kloster”
W latach 1922–1926 w reprezentacyjnej osi alei Racławickich ze składek społeczeństwa wybudowano na potrzeby Towarzystwa Jezusowego – gmach zakonnego studium teologicznego, a od 1932 Wydziału Teologicznego świętego Andrzeja Boboli Collegium Bobolanum. Budynek zaprojektowany został przez lubelskiego architekta Ignacego Kędzierskiego. Była to w przedwojennym Lublinie jedna z trzech, poza Katolickim Uniwersytetem Lubelskim oraz Jeszywas Chachmej Lublin, uczelnia wyższa – funkcjonowała tam do 1939. Podczas kampanii wrześniowej w budynku Collegium Bobolanum zorganizowano 201 szpital wojenny, a w czasie obrony miasta (16–18 września) budynki Wydziału służyły jako punkty opatrunkowe i oporu. Wydarzenia te zostały upamiętnione tablicą pamiątkową (1989r) oraz rzeźbą plenerową Koziołki Lubelskie (2024r).

Upamiętnienie września 1939
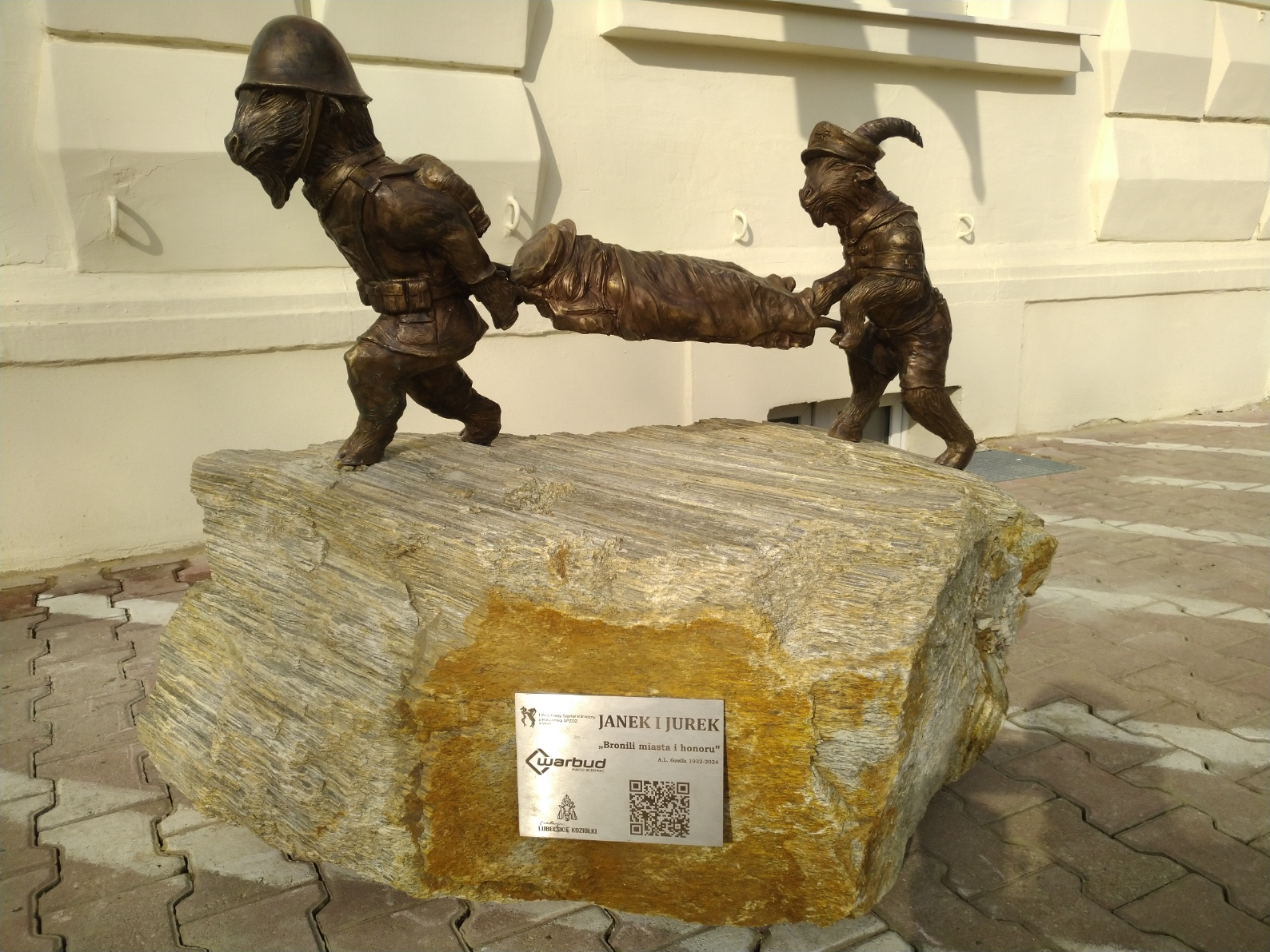
Koziołki Lubelskie  "Janek i Jurek" - upamiętniające szpital wojenny  oraz obronę miasta we wrześniu 1939
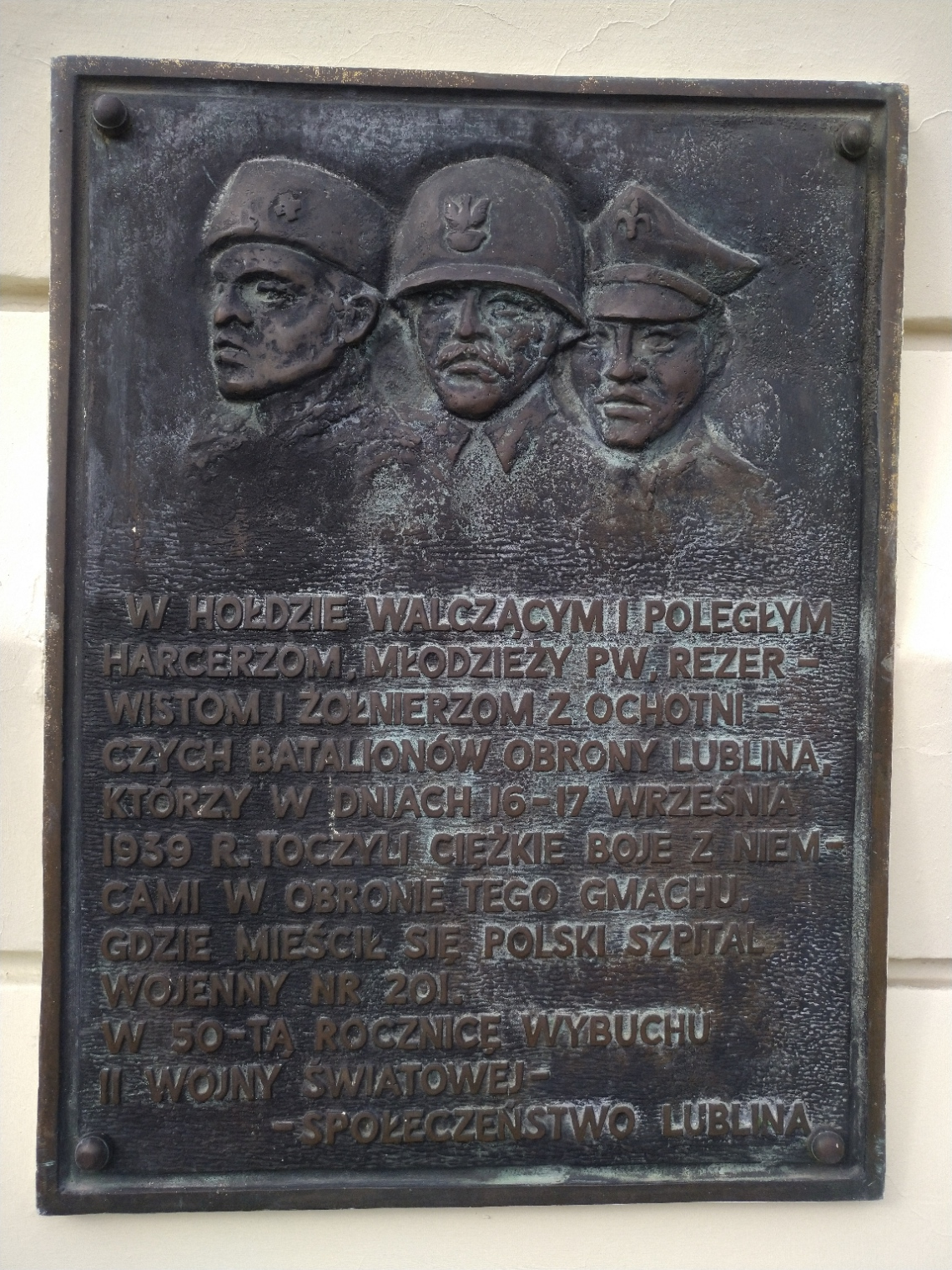
Tablica pamiątkowa Obrony Miasta we wrześniu 1939

Po zajęciu przez Niemców Lublina okupanci zorganizowali w budynkach Collegium Bobolanum lazaret chirurgiczny jednego z siedmiu szpitali wojskowych w Lublinie: Reserve Lazarett I Lublin „Kloster” (Reserve Kreiglazarett Lublin), który służyły na potrzeby wojsk niemieckich. Collegium Bobolanum już nie wróciło do Lublina – przeniesiono je do Warszawy, przy ul. Rakowieckiej i stało się częścią Akademii Katolickiej.

### Szpital wojskowy przy alejach Racławickich
24 lipca 1944, po wyzwoleniu miasta, budynki szpitalne przy alejach Racławickich zostały zajęte przez 2 Polowy Szpital Chirurgiczny (polecenie Szefa Służby Zdrowia I Armii Wojska Polskiego płk. Michała Moguczego). Już na początku sierpnia 1944 umieszczano tam 62 Szpital Ewakuacyjny (kolejni komendanci: mjr lek. L. Przysuski, mjr lek. Mironow oraz kpt. lek Zofia Trawińska). Zmiana położenia frontu spowodowała, że szpital ten pozostał w Lublinie tylko do końca lutego 1945, a jego miejsce w marcu zajął 66 Szpital Ewakuacyjny (komendant: mjr lek. Leszek Kryska), który szybko przekształcano w stacjonarna placówkę: 2 Szpital Okręgowy (od 1948: 7 Szpital Okręgowy). W połowie 1949 wraz z likwidacją VII Okręgu Wojskowego, szpital przekształcono na lecznicę garnizonową, przy której funkcjonowało laboratorium sanitarnohigieniczne.
W 1949 za zgodą władz wojskowych podpisano umowę z Wydziałem Lekarskim Uniwersytetu Marii Curie-Skłodowskiej i na bazie oddziałów szpitalnych powstały oddziały kliniczne Wydziału. Dało to możliwość przyjmowania pacjentów cywilnych, a obecność pracowników naukowo-dydaktycznych Uniwersytetu (od 1950 Akademii Lekarskiej, a później Akademii Medycznej w Lublinie) pozwoliła na rozwój kadry medycznej szpitala i postęp w zakresie nowych metod diagnostyki i leczenia. W 1950 szpital przemianowano na 101 Wojskowy Szpital Rejonowy z 600 łóżkami.
W 1963 powstał Punkt Krwiodawstwa. Współpraca z uczelnią medyczną trwała do wybudowania w 1964 Państwowego Szpitala Klinicznego nr 4 w Lublinie. Kliniki sukcesywnie opuszczały mury szpitala wojskowego. W sierpniu 1964 szpital przemianowano na 1 Wojskowy Szpital Okręgowy z bazą 300 łóżek. W lipcu 1978 za uzyskanie bardzo dobrych wyników Szpital został wyróżniony w rozkazie Ministra Obrony Narodowej.
W maju 1981 ponownie zmieniono etat i nazwę szpitala na 1 Szpital Wojskowy z Przychodnią. 1 stycznia 1999 stał się on samodzielnym publicznym zakładem opieki zdrowotnej. W tym okresie szpital wraz redukcją etatów Sił Zbrojnych RP utracił wielu doświadczonych oficerów lekarzy, zmienił profil z typowo wojskowego na publiczny otwarty na mieszkańców miasta i regionu. W roku 2005 ze struktury szpitala wyłączono stację krwiodawstwa, która jako terenowa stacja stała się częścią Wojskowego Centrum Krwiodawstwa i Krwiolecznictwa w Warszawie. Dużym wydarzeniem podsumowującym czas rozwoju i ponowne nawiązanie współpracy akademickiej było nadanie nowej nazwy – od 2011 jest to 1. Wojskowy Szpital Kliniczny z Polikliniką SPZOZ. W 1990 w szpitalu odtworzono kaplicę szpitalną pw. Matki Bożej Bolesnej.

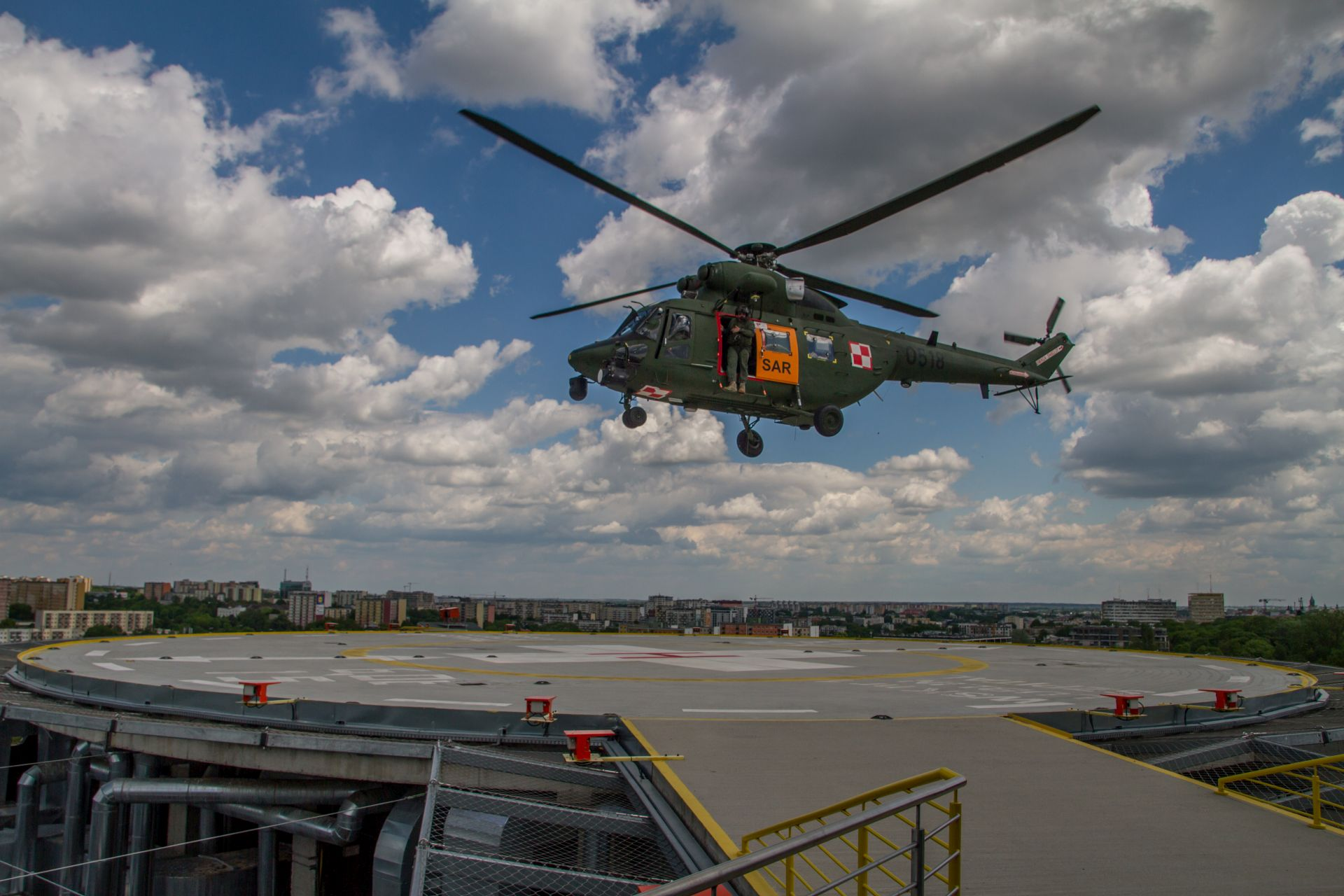
Lądowanie śmigłowca SAR SZ RP

## Odznaki pamiątkowa i rozpoznawcza
W 2016 Minister Obrony Narodowej wprowadził odznakę pamiątkową oraz odznakę rozpoznawczą szpitala. Odznaka pamiątkowa opiera się na kształcie krzyża maltańskiego barwy wiśniowej ze złocistym obrzeżem, leżącego na wieńcu laurowo-dębowym. Na krzyżu umieszczona jest owalna granatowa tarcza ze srebrną laską Eskulapa, a poniżej szarfa zawierająca skrót nazwy szpitala: „1 WSzKzP”. Oznaka rozpoznawcza to tarcza herbowa z koziołkiem lubelskim opartego o laskę Eskulapa, z cyfrą „1” u podstawy, na wiśniowym tle (lub zielonym dla wersji w barwach ochronnych na mundur polowy). Elementy odznaki i oznaki nawiązują do historycznych barw wojskowej służby zdrowia (kolor wiśniowy), wojskowego charakteru szpitala i symboli sztuki medycznej oraz miejsca stacjonowania.

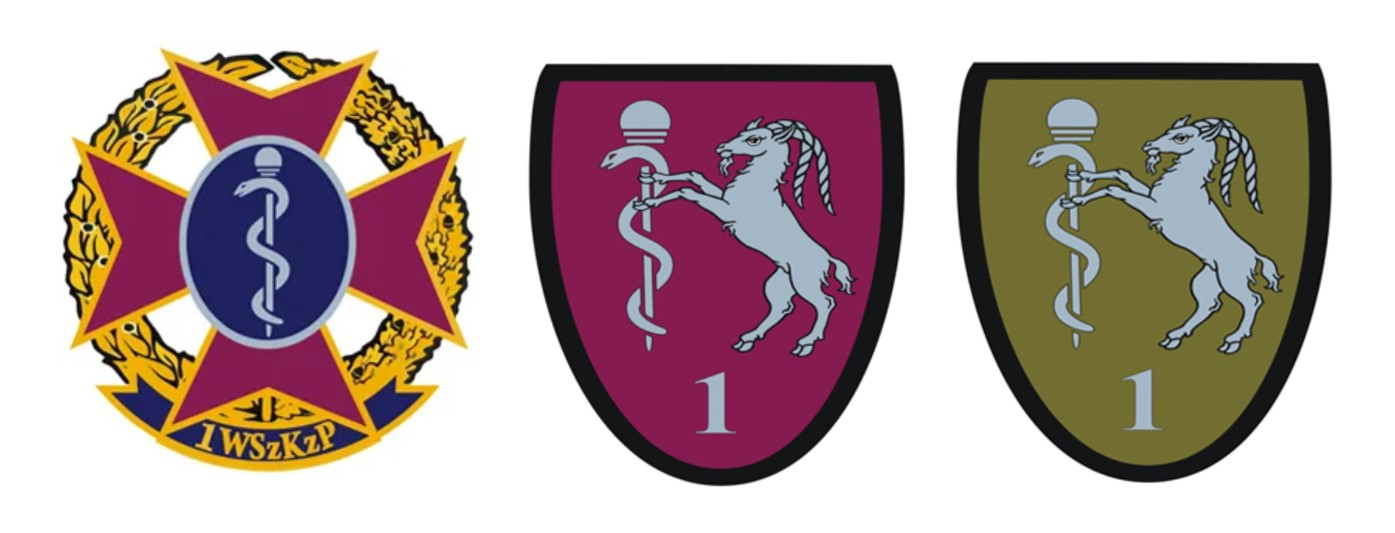
Odznaka pamiątkowa i warianty oznak rozpoznawczych

## Komendanci i pracownicy

### Komendanci Szpitala
źródło
- 2 Szpital Okręgowy – 7 Szpital Okręgowy (1945–1949): ppłk lek. Marian Jaworski (marzec – wrzesień 1945), mjr lek. Robert Stryer (wrzesień 1945–1949)
- Szpital Wojskowy (garnizonowy 1949–1950) – 101 Wojskowy Szpital Rejonowy (1950–1964): mjr lek. Robert Stryer (1949–1956), płk lek. Antoni Olszewski (1956–1964)
- 1 Wojskowy Szpital Okręgowy (1964–1981): płk lek. Antoni Olszewski (1964–1972), płk lek. Zbigniew Kruszyński (1972–1981)
- 1 Szpital Wojskowy z Przychodnią (1981–2011, SPZOZ od 1999): płk lek. Zbigniew Kruszyński (1981–1983), płk lek. Stanisław Goliszek (1983–1994), płk dr n. med. Jerzy Papuć (1994–2002), płk dr n. med. Zbigniew Kędzierski (2002–2011)
- 1 Wojskowy Szpital Kliniczny z Polikliniką SPZOZ (od 2011): płk dr n. med. Zbigniew Kędzierski (2011–2016), płk mgr Marcin Sygut (2016–2017), płk mgr Andrzej Skiba (2017–2020), płk dr n. biol. Aleksander Michalski (od 2020)

### Pracownicy, kierownicy oddziałów i klinik
źródło
- gen. bryg. prof. dr hab. Sylwester Czaplicki (internista i kardiolog, Pododdział Kadry Oficerów, 1945)
- prof dr hab. Benedykt Dylewski (laryngolog, kierownik Kliniki Otolaryngologicznej, 1953)
- prof. dr hab. Antoni Falkiewicz (internista i kardiolog, zastępca ds. lecznictwa i ordynator, 1945)
- prof. dr hab. Mieczysław Gamski (internista, kierownik I Kliniki Chorób Wewnętrznych, 1953)
- prof. dr hab. Aleksander Goldschmied (internista, kierownik I Kliniki Chorób Wewnętrznych, 1949)
- prof. dr hab. Edward Gorzkowski (internista, zastępca ds. lecznictwa, 1945)
- prof. dr hab. Marek Kański (twórca i kierownik laboratorium, 1950)
- prof. dr hab. Mieczysław Kędra (internista, kierownik I Kliniki Chorób Wewnętrznych, 1957)
- prof. dr hab. Tadeusz Kielanowski
- prof. dr hab. Tadeusz Krwawicz (okulista, zastępca ds. lecznictwa i ordynator, 1945)
- gen. bryg. lek. Sławomir Marat (lekarz, szef Inspektoratu Wojskowej Służby Zdrowia (2010).
- prof. dr hab. Jan Henryk Lubieniecki (internista, kierownik I Kliniki Chorób Wewnętrznych, 1949)
- gen. bryg. dr. hab. Tadeusz Obara (radiolog, Pododdział Kadry Oficerów, 1945–1947)
- prof. dr hab. Stanisław Piątkowski (ortopeda, kierownik Kliniki Ortopedycznej, 1955)
- prof. dr hab. Lechosław Putowski (ginekolog, endokrynolog, kierownik Kliniki Ginekologii i Endokrynologii, od 2009
- prof. dr hab. Feliks Skubiszewski (chirurg, 64 Szpital Ewakuacyjny, kierownik II Kliniki Chorób Wewnętrznych, 1953)
- dr hab. Grzegorz Sobieszek (internista, kardiolog, kierownik Kliniki i Oddziału Kardiologii)
- gen. bryg. prof. dr hab. Władysław Tkaczewski (kardiolog i gastroenterolog, Pododdział Kadry Oficerów, 1945)
- płk prof. dr hab. Władysław Witczak (internista, kierownik Kliniki Chorób Wewnętrznych, 2011–2022)